# Стрела (яхта)
«Стрела» — судно военно-морского флота Болгарии.

## Описание судна
Судно представляло собой безмоторную двухмачтовую яхту с деревянным корпусом и гафельным парусным вооружением.
Экипаж судна составлял 6 человек, также на борту могло находиться от 18 до 20 практикантов.

## История службы
Яхта «Anemone» была построена в 1886 году во Франции.
В 1890 году яхта была куплена правительством Болгарии, доставлена в страну, зачислена в состав Черноморской флотилии, а затем получила новое название — «Стрела».
Базировалась в Варне. В 1900 году в Варну было переведено Морское училище, после чего яхта была передана училищу в качестве учебного судна.
Во время первой мировой войны яхта числилась в составе флота, но в боевых действиях участия не принимала.
В качестве учебного судна для подготовки будущих офицеров военно-морского флота яхта использовалась до 1941 года, когда по результатам осмотра корпуса было установлено, что дальнейшая эксплуатация судна невозможна. Вслед за этим яхта была исключена из состава флота.